# تانغتسي
تانغتسي (بالإنجليزية: Tsetang)‏ هي بلدة تقع في الصين في Nêdong County.